# اورلخان اومیرتایف
اورلخان اومیرتایف ( انگلیسی: Oralkhan Omirtayev؛ زادهٔ ۱۶ ژوئیهٔ ۱۹۹۸) بازیکن فوتبال در پست  مهاجم ارمنی‌تبار اهل قزاقستان است.

## باشگاهی
از باشگاه‌هایی که در آن بازی کرده‌است می‌توان به باشگاه فوتبال شاختار قراغندی اشاره کرد.

## تیم ملی
وی همچنین در تیم‌های ملی فوتبال زیر ۱۷ سال قزاقستان، زیر ۱۹ سال قزاقستان، زیر ۲۱ سال قزاقستان و بزرگسالان قزاقستان بازی کرده‌است.